# Ermita de Sant Sebastià (Aspa)
L'Ermita de Sant Sebastià és una obra d'Aspa (Segrià) inclosa a l'Inventari del Patrimoni Arquitectònic de Catalunya.

## Descripció
Capella aïllada a un extrem del talús on se situa el poble, dedicada al Sant protector. És d'una sola nau acabada amb mig hexàgon. La capella és sense volta i a la paret de cada costat s'hi marca una porta cega de funció poc clara. Fora de la façana, amb portal dorellat, els carreus són bastos i manquen els detalls estilístics.